# Estadi d'Honneur
L'Estadi d'Honneur (àrab: الملعب الشرفي, al-Malʿab ax-Xarqī, ‘l'Estadi Oriental’) és un estadi esportiu de la ciutat d'Oujda, al Marroc.
Va ser inaugurat el 1976. Té una capacitat per a 15.000 espectadors. És la seu del club MC Oujda.